# O Que É O Que É?
"O Que É O Que É?" é uma canção da dupla sertaneja brasileira Simone & Simaria em parceria com a cantora e compositora Marília Mendonça. Foi lançada em outubro de 2019 como single pela Universal Music Brasil, com produção musical de Hudson Hostins e Simaria.

## Composição
"O Que É O Que É?" foi escrita pelo cantor e compositor Tierry, que já tinha sido gravado por Simone & Simaria e, também, amigo de Marília Mendonça. A música é uma bachata que aborda o chifre no contexto humano e para outros animais, como bovinos. A canção foi a primeira e única parceria entre a dupla e a cantora.

## Vídeo musical
A música acompanhou um videoclipe dirigido por João Monteiro e Toti Higashi que simulou programas de televisão e conteve referências a várias produções, como Casos de Família e Domingo no Parque, um programa de Silvio Santos exibido nas décadas de 1970 e 1980. Além das cantoras, o videoclipe incluiu a participação de várias figuras midiáticas, como a cantora Lexa, os influenciadores digitais Gkay e Maax Bezerra, e o humorista Jotinha.
O humorista Jotinha morreu em 5 de novembro de 2020 de complicações relacionadas a Covid-19. A cantora Marília Mendonça, por sua vez, morreu em 5 de novembro de 2021 em um acidente aéreo.

## Lançamento e recepção
"O Que É O Que É?" foi lançada em 1 de outubro de 2019, com música e videoclipes disponibilizados na mesma data. O vídeo recebeu 370 mil visualizações em cerca de 7 horas e alcançou o topo de vídeos em alta do YouTube.
Em 2020, a canção passou a fazer parte da coletânea Churrasco das Coleguinhas.